# Bistum Strängnäs

Das Wappen des Bistums

Das Bistum Strängnäs (schwedisch Strängnäs stift) ist eine der dreizehn Diözesen innerhalb der evangelisch-lutherischen Schwedischen Kirche. Es umfasst die historischen Provinzen Närke und Södermanland, mit Ausnahme einiger Gemeinden im nordöstlichen Teil von Södermanland, die 1942 an das neu gegründete Bistum Stockholm abgegeben wurden. Nach heutiger Verwaltungsgliederung umfasst das Bistum große Teile von Södermanlands län und Örebro län sowie die Gemeinden Nykvarn, Nynäshamn, Salem und Södertälje in Stockholms län. Es gliedert sich in acht Kirchenkreise (kontrakt), die aus 39 Kirchengemeinden (församlingar) mit zusammen 385.730 Mitgliedern bestehen (Stand 2024).
Bischofssitz ist die Stadt Strängnäs mit dem Dom zu Strängnäs als Bischofskirche. Seit 2015 ist Johan Dalman Bischof von Strängnäs.
Das Bistum wurde Anfang des 12. Jahrhunderts gegründet, nachdem die Missionare Eskil und Botvid das Christentum in dem Gebiet verbreitet hatten. Eskil wurde in Strängnäs bestattet, das dadurch zum Bischofssitz wurde. 1152 wurden die Grenzen des Bistums festgelegt. Ab 1519 gab es reformatorische Bestrebungen im Bistum, ab 1522 amtierte der reformkatholische Bischof Magnus Sommar. 